# Chief Justice (Neuseeland)

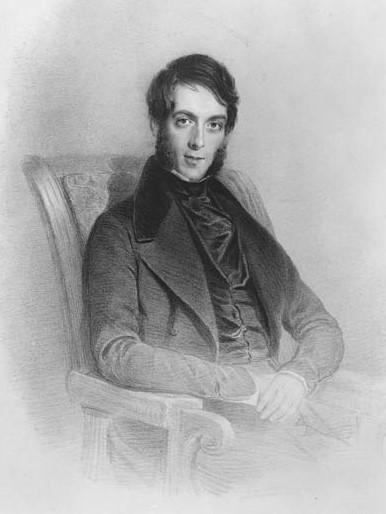
William Martin, erster Chief Justice of New Zealand

Der Chief Justice of New Zealand (Maori Te Kaiwhakawā Tumuaki o Aotearoa) ist der oberste Richter Neuseelands und Vorsitzender des Supreme Court. Vor der Einrichtung dieses Gerichtes war der Chief Justice der Vorsitzende Richter des High Court und damit ex officio auch Mitglied des Court of Appeal. Das Amt besteht auf Grundlage des Judicature Act 1908.
Der Chief Justice wird durch den Generalgouverneur von Neuseeland auf Empfehlung des Premierministers ernannt. Er ist auch Stellvertreter des Generalgouverneurs, wenn keiner im Amt ist oder der Amtsinhaber nicht fähig ist seine Amtsgeschäfte auszuüben. In dieser Situation wird der Chief Justice als Administrator of the Government tätig.

## Chief Justices
| Nr. | Name                | Lebensdaten | Amtszeit  |
| --- | ------------------- | ----------- | --------- |
| 1   | William Martin      | 1807–1880   | 1841–1857 |
| 2   | George Arney        | 1810–1883   | 1858–1875 |
| 3   | James Prendergast   | 1826–1921   | 1875–1899 |
| 4   | Robert Stout        | 1844–1930   | 1899–1926 |
| 5   | Charles Skerrett    | 1863–1929   | 1926–1929 |
| 6   | Michael Myers       | 1873–1950   | 1929–1946 |
| 7   | Humphrey O’Leary    | 1886–1953   | 1946–1953 |
| 8   | Harold Barrowclough | 1894–1972   | 1953–1966 |
| 9   | Richard Wild        | 1912–1978   | 1966–1978 |
| 10  | Ronald Davison      | 1920–2015   | 1978–1989 |
| 11  | Thomas Eichelbaum   | 1931–2018   | 1989–1999 |
| 12  | Sian Elias          | * 1949      | 1999–2019 |
| 13  | Helen Winkelmann    | * 1962      | seit 2019 |